# Список президентів Національної академії наук України
Президент Національної академії наук України обирається Загальними зборами НАН України з-поміж дійсних членів НАН України таємним голосуванням простою більшістю голосів. Правовий статус президента НАН України регулюється Статутом НАН України.
Президент здійснює ряд функцій, покладених на нього:
- організовує роботу НАН України;
- очолює Президію і Бюро Президії НАН України;
- розподіляє кошти НАН України;
- очолює розробку і вирішення питань кадрової політики;
- здійснює зв'язок НАН України з органами державної влади;
- представляє НАН України в органах державної влади, державних установах, громадських та інших організаціях;
- подає кандидатури віце-президентів та головного ученого секретаря НАН України[1].

Першим президентом і засновником Української академії наук став Володимир Вернадський.
Наймолодшим президентом Академії на момент обрання був Борис Патон, який очолив установу у віці 43-х років. Найстаршим президентом відомства був Орест Левицький, який очолив Академію у віці 74-х років. Найкоротший термін на посаді президента Академії провів Микола Василенко (менше року), а найдовший (58 років) — Борис Патон. Крім того, Левицький та Василенко — єдині з усіх президентів Академії вчені-гуманітарії.
Нижче подано список усіх 10-ти президентів Академії з датами їх повноважень і короткою характеристикою діяльності у період президентства.

## Президенти
| № | Президент | Президент             | Роки діяльності | Роки життя                                   | Коментар |
| --- | --------- | --------------------- | --------------- | -------------------------------------------- | --- |
| Українська академія наук (1918—1921)                                                                  |           |                       |                 |                                              | |
| 1 |           | Володимир Вернадський | 1918—1919       | 28 лютого (12 березня) 1863 — 6 січня 1945   | 27 листопада 1918 року о 18 годині в приміщенні Українського наукового товариства по вулиці Велика Підвальна, 36 (нині Ярославів Вал, 36) відбулося перше Спільне зібрання новоутвореної Української академії наук, на якому президентом у результаті таємного голосування, було обрано Володимира Вернадського. Під час президентства Вернадського була створена біогеохімічна лабораторія. Першим відкриттям було повідомлення про наявність в організмі мишей нікелю. Геохімічне дослідження рослин стало основою гіпотези, що в землі є вже відомі тоді 87 хімічних елементів. Після захоплення Києва більшовиками, у грудні 1919 року Вернадський подав у відставку. |
| в.о.                                                                                                  |           | Орест Левицький       | 1919—1921       | 13 грудня (25 грудня) 1848 — 9 травня 1922   | З 19 грудня 1919 року до 18 липня 1921 року Орест Левицький виконував обов'язки заступника президента Академії наук, але був фактичним керівником цієї установи. |
| Всеукраїнська академія наук (1921—1936)                                                               |           |                       |                 |                                              | |
| 2 |           | Микола Василенко      | 1921—1922       | 2 лютого (14 лютого) 1866 — 3 жовтня 1935    | 18 липня 1921 року більшістю голосів новоутвореної ВУАН новим президентом було обрано Миколу Василенка. Під керівництвом Василенка навколо Академії почали гуртуватися наукові сили Києва, вона почала поповнюватися новими членами. Під час президентства Василенка владні структури проявляли недовіру до Академії. Науковці опинилися у центрі уваги Державного політичного управління при НКВС, а сам Микола Василенко став об'єктом жорсткого переслідування з боку партапарату ЦК КП(б)У. І вже 27 лютого 1922 року під тиском був змушений скласти повноваження. А вже через 9 місяців його було заарештовано за звинуваченнями в участі контрреволюційної організації. |
| 3 |           | Орест Левицький       | 1922            | 13 грудня (25 грудня) 1848 — 9 травня 1922   | 27 березня 1922 року Орест Левицький став новим президентом Академії. Під його керівництвом вирішувались питання діяльності комісій біографічного та енциклопедичного словника, Археологічної комісії, Центрального архіву давніх актів у Києві, Музею мистецтва, Картинної галереї, Музею антропології та етнології. Однак раптова смерть 9 травня 1922 року (під час перебування у науковому відрядженні на Драбівській дослідній станції Академії) не дозволила втілити у життя усе заплановане. |
| 4 |           | Володимир Липський    | 1922—1928       | 27 лютого (11 березня) 1863 — 24 лютого 1937 | 12 червня 1922 року загальні збори ВУАН обрали Володимира Липського новим президентом установи. Проте, як і попередники, Володимир Іполитович зазнав втручання радянської влади в діяльність Академії. Для вивчення стану ВУАН було створено комісію Народного комісаріату освіти України. У висновках цієї комісії керівництво Академії було звинувачено в недотриманні законів радянської влади, і це інкримінувалось як політичні порушення. Комісія пропонувала оголосити перевибори президента ВУАН через «політичну інертність Липського», який передовірив управління Академією Сергію Єфремову та Агатангелу Кримському, а також затвердити новий склад академіків і встановити тверду структуру та штати академії. 21 червня 1928 року Липський подав у відставку з посади президента ВУАН і виїхав до Одеси, де очолив Ботанічний сад. |
| 5 |           | Данило Заболотний     | 1928—1929       | 16 грудня (28 грудня) 1866 — 15 грудня 1929  | У 1928 році новим президентом ВУАН обрано Данила Заболотного. На цій посаді він розпочав реорганізацію діяльності Академії на основі перспективних напрямів розвитку народного господарства, з урахуванням досягнень світової науки. У тодішніх складних умовах Заболотному вдалося згуртувати колектив прогресивних учених, створити сприятливі умови для організації наукових досліджень в установах Академії, тісно пов'язаних з проблемами розвитку суспільства. Проте до кінця плани не зміг втілити внаслідок передчасної смерті 15 грудня 1929 року. |
| Всеукраїнська академія наук → Академія наук УРСР (1936—1991)                                          |           |                       |                 |                                              | |
| 6 |           | Олександр Богомолець  | 1930—1946       | 12 травня (24 травня) 1881 — 19 липня 1946   | У 1930 році Олександра Богомольця обрано президентом ВУАН (після реорганізації — Академії Наук УРСР). Новообраний президент Академії провів повну перебудову її структури: на базі розрізнених кафедр і лабораторій були створені науково-дослідні установи (інститути). До роботи в них були залучені молоді перспективні вчені. У 1934 році вже працювало 36 таких інститутів. Покращилися матеріально-технічні фонди Академії, розгорнулося капітальне будівництво наукових закладів. У природничих і технічних інститутах було обладнано лабораторії, дослідні майстерні. Зросли фінансування, кадровий склад наукових працівників, видавнича діяльність, почали виходити нові журнали. В Академії стали формуватися потужні наукові школи. У липні 1941 року з Києва до Уфи було евакуйовано Президію і майже всі установи Академії. За 33 місяці евакуації Президія під керівництвом академіка Богомольця провела 88 засідань в Уфі й 15 у Москві, на яких розглянула близько 800 організаційних, науково-організаційних, наукових питань. Після повернення до Києва у 1944 році АН УРСР під керівництвом Богомольця повністю відновлює свою діяльність. Проте через два роки 19 липня 1946 року Олександр Богомолець помирає. |
| Українська академія наук                                                                              |           |                       |                 |                                              | |
| 7 |           | Володимир Плотников   | 1941—1942       | 7 травня (19 травня) 1873 — 11 вересня 1947  | У часи окупації Києва в 1941 році Академія була евакуйована за межі України. Проте певне число академіків залишилася на окупованій нацистами території. У жовтні 1941 року в зайнятому німцями Києві здійснюється спроба відновити діяльність УАН. Академіки, котрі залишилися в місті, разом з професорами проводять збори, на яких президентом Академії обирають Володимира Плотникова. За цей час були спроби відновити діяльність декілька академічних інститутів. Проте вже в січні 1942 року діяльність цієї Академії заборонила німецька адміністрація. А вже 6 лютого 1944 року уряд УРСР схвалив рішення щодо повернення евакуйованої в 1941 році Академії до Києва на чолі з Олександром Богомольцем. |
| Академія наук УРСР                                                                                    |           |                       |                 |                                              | |
| 8 |           | Олександр Палладін    | 1946—1962       | 29 серпня (10 вересня) 1885 — 6 грудня 1972  | Після смерті Олександра Богомольця в липні 1946 на позачергових загальних зборах у листопаді 1946 президентом Академії було обрано Олександра Палладіна. Проте стан матеріально-технічної бази Академії після війни був катастрофічним. Інститути не були забезпечені ані коштами, ані достатніми виробничими площами, а деякі інститути взагалі не мали власних приміщень. Ситуація змінилася із середини 1950-х: різко збільшилася частка бюджетних витрат на освіту й науку, деякі інститути вперше одержали значні матеріальні кошти із загальносоюзного бюджету. Почалося капітальне будівництво, зокрема спорудження обчислювального центру, будинку для інститутів суспільних наук. Кількість відділів та інститутів почала змінюватися. До 16-ти інститутів природничих наук додалися інститути фізіології рослин та агрохімії, геології корисних копалин, фізіології, радіофізики та електроніки, хімії полімерів і мономерів, надпровідників, низьких температур, геофізики, обчислювальний центр. Кількість інститутів гуманітарного профілю зросла із 6-ти до 10-ти. Зросла кількість друкованих праць, з'явилися нові періодичні та серійні видання. У 1962 році Олександр Палладін подав у відставку.                  |
| Академія наук УРСР → Академія наук України (1991—1993) → Національна академія наук України (від 1994) |           |                       |                 |                                              | |
| 9 |           | Борис Патон           | з 1962—2020     | 27 листопада 1918 — 19 серпня 2020           | У 1962 році новим президентом обрано Бориса Євгеновича Патона. Під керівництвом Патона установа почала співпрацювати з підприємствами народного господарства та військово-оборонного комплексу, що прискорило розвиток як економіки, так і науки в цілому, особливо технічної галузі. Борис Євгенович ініціював створення великих комплексних науково-технічних програм в інтересах окремих галузей промисловості, транспорту, зв'язку та сільського господарства. Після розпаду Радянського Союзу і створення незалежної України в умовах довготривалої економічної та фінансової кризи, яка не обминула й Академію, Патон зумів зберегти як саму установу, так і її основні наукові школи. Вдалося на законодавчому рівні закріпити статус Академії як вищої наукової державної організації, зберегти принципи її академічного самоуправління, здійснити перебудову її структури відповідно до нових умов, скерувати фундаментальні та прикладні дослідження на вирішення невідкладних завдань будівництва держави. Визначено нові пріоритети в галузі природничих, технічних і соціогуманітарних наук. Створено кілька нових інститутів і центрів соціогуманітарного профілю.                                                     |
| 10 |           | Анатолій Загородній   | з 2020          | нар. 29 січня 1951                           | 7 жовтня 2020 року шляхом таємного голосування двома третинами голосів обраний новим Президентом Національної академії наук України. |